# Michael Löwy
Michael Löwy (São Paulo, 6 de maio de 1938) é um pensador marxista brasileiro radicado na França, onde trabalha como diretor de pesquisas do Centre National de la Recherche Scientifique. É um relevante estudioso do marxismo, com pesquisas sobre as obras de Karl Marx, Leon Trótski, Rosa Luxemburgo, Georg Lukács, Lucien Goldmann e Walter Benjamin.

## Biografia
Filho de imigrantes judeus de Viena (Áustria), Michael Löwy nasceu em São Paulo, cidade em que passou sua infância e adolescência. Em 1960, formou-se em Ciências Sociais pela Universidade de São Paulo, tendo sido colega de Roberto Schwarz e Gabriel Bolaffi. No ano seguinte, partiu para a França, onde estudou sob a orientação de Lucien Goldmann, concluindo o Doutorado em 1964, com uma tese sobre a Revolução comunista na obra do jovem Karl Marx.
Após alguns anos vivendo em Israel, Löwy retornou à França em 1968, passando a trabalhar na Université de Paris VIII como assistente de Nicos Poulantzas. Em 1976, obteve o doctorat d’État com uma tese sobre a evolução política do jovem Lukács.
Em 1978, tornou-se professor de Sociologia no Centre National de la Recherche Scientifique (Paris) e depois diretor de pesquisas da mesma instituição.
Nos anos 1950-1960, fez parte da Liga Socialista Independente, organização que contava com Hermínio Sacchetta entre seus dirigentes. Em 1968, associou-se à Quarta Internacional, tornando-se membro da Primeira seção, a Ligue Communiste. Em sua militância revolucionária, Löwy esteve constantemente atento às lutas sociais e organizações políticas de esquerda, das Ligas Camponesas ao MST, sem mencionar o PT e o PSOL.
A partir de 2013, passou a coordenar a coleção "Marxismo e literatura" da Editora Boitempo em conjunto com Leandro Konder. No final de 2014, com a morte de Leandro, assumiu a coordenação integral da coleção.

## Obras
Em português (as datas que antecedem os títulos referem-se às publicações originais em francês).
- 1970 – A Teoria da Revolução no Jovem Marx. Petrópolis: Vozes, 2002. (Col. Zero à Esquerda)
- 1970 – O Pensamento de Che Guevara. São Paulo: Expressão Popular, 1999.
- 1975 – Método Dialético e Teoria Política. Rio de Janeiro: Paz e Terra, 1975.
- 1976 – Para uma Sociologia dos Intelectuais Revolucionários: a evolução política de Lukács, 1909-1929. São Paulo: LECH, 1979. (Republicado sob o título A Evolução Política de Lukács. São Paulo: Cortez, 1999.)
- 1980 – (organizador). O Marxismo na América Latina: Uma antologia de 1909 aos dias atuais. São Paulo: Fundação Perseu Abramo, 1999.
- Ideologias e Ciência Social: elementos para uma análise marxista. São Paulo: Cortez, 1985.
- 1985 – As Aventuras de Karl Marx contra o Barão de Münchhausen: marxismo e positivismo na sociologia do conhecimento. São Paulo: Busca Vida, 1987.
- 1988 – Redenção e Utopia: o judaísmo libertário na Europa Central. São Paulo: Companhia das Letras, 1989.
- Romantismo e Messianismo: ensaios sobre Lukács e Benjamin. São Paulo: Perspectiva / Edusp, 1990.
- Marxismo e Teologia da Libertação. São Paulo: Cortez, 1991.
- 1992 – Revolta e Melancolia: o Romantismo na contramão da modernidade. Petrópolis: Vozes, 1995. São Paulo: Boitempo, 2015 (Em co-autoria com Robert Sayre.)
- Romantismo e Política. Rio de Janeiro: Paz e Terra, 1993. (Em co-autoria com Robert Sayre.)
- 1996 – A Guerra dos Deuses: religião e política na América Latina. Petrópolis: Vozes, 2000.
- 1997 – Nacionalismo e Internacionalismos: da época de Marx até nossos dias. São Paulo: Xamã, 2000.
- 2000 – Marxismo, Modernidade e Utopia. São Paulo: Xamã, 2000. (Em colaboração com Daniel Bensaid.)
- 2000 – A Estrela da Manhã: Surrealismo e Marxismo. Rio de Janeiro: Civilização Brasileira, 2002.
- 2004 – Franz Kafka, sonhador insubmisso. Rio de Janeiro: Azougue, 2005.
- 2005 – Walter Benjamin: Aviso de Incêndio. Uma leitura das teses “Sobre o conceito de história”. São Paulo: Boitempo, 2005.
- 2009 – Lucien Goldmann, ou a dialética da totalidade. São Paulo: Boitempo, 2005. (em colaboração com Sami Naïr)
- 2009 – Revoluções. São Paulo: Boitempo Editorial, 2009. (Organizador.)
- 2012 – A teoria da revolução no jovem Marx. São Paulo: Boitempo Editorial, 2012. (Re-edição)
- 2013 – O capitalismo como religião, de Walter Benjamin. São Paulo: Boitempo Editorial, 2013. (Organizador.)
- 2013 – A jaula de aço: Max Weber e o marxismo weberiano. São Paulo: Boitempo, 2014. (Título original: La Cage d′acier: Max Weber et le marxisme wébérien.)[5]
- 2016 – Afinidades revolucionárias: nossas estrelas vermelhas e negras. Por uma solidariedade entre marxistas e libertários. São Paulo, Unesp, 2016 (em colaboração com Olivier Besancelot).
- 2018 – A  estrela da manhã: Marxismo e Surrealismo (Textos de Leandro Konder, Roberto Schwarz, Alex Januário e Sergio Lima). São Paulo: Boitempo Editorial, (reedição revista e ampliada). ISBN 978-8575596494
- 2021 – O Cometa incandescente: Romantismo, Surrealismo, Subversão. Prefácio de Alex Januário, Ilustrações de Guy Girard. São Paulo: Edições 100/cabeças. ISBN 978-6587451015
- 2023 – Luz Negra: Rabiscos, collages e guaches surrealistas (Obra plástica do autor). Apresentação de Alex Januário e Elvio Fernandes. São Paulo: Edições 100/cabeças ISBN 978-65-87451-14-5
- Sobre o autor - Ivana Jinkings & João Alexandre Peschanski (orgs.). As Utopias de Michael Löwy: reflexões sobre um marxista insubordinado. São Paulo: Boitempo, 2007.